# Thomas Günther (Politiker, 1967)

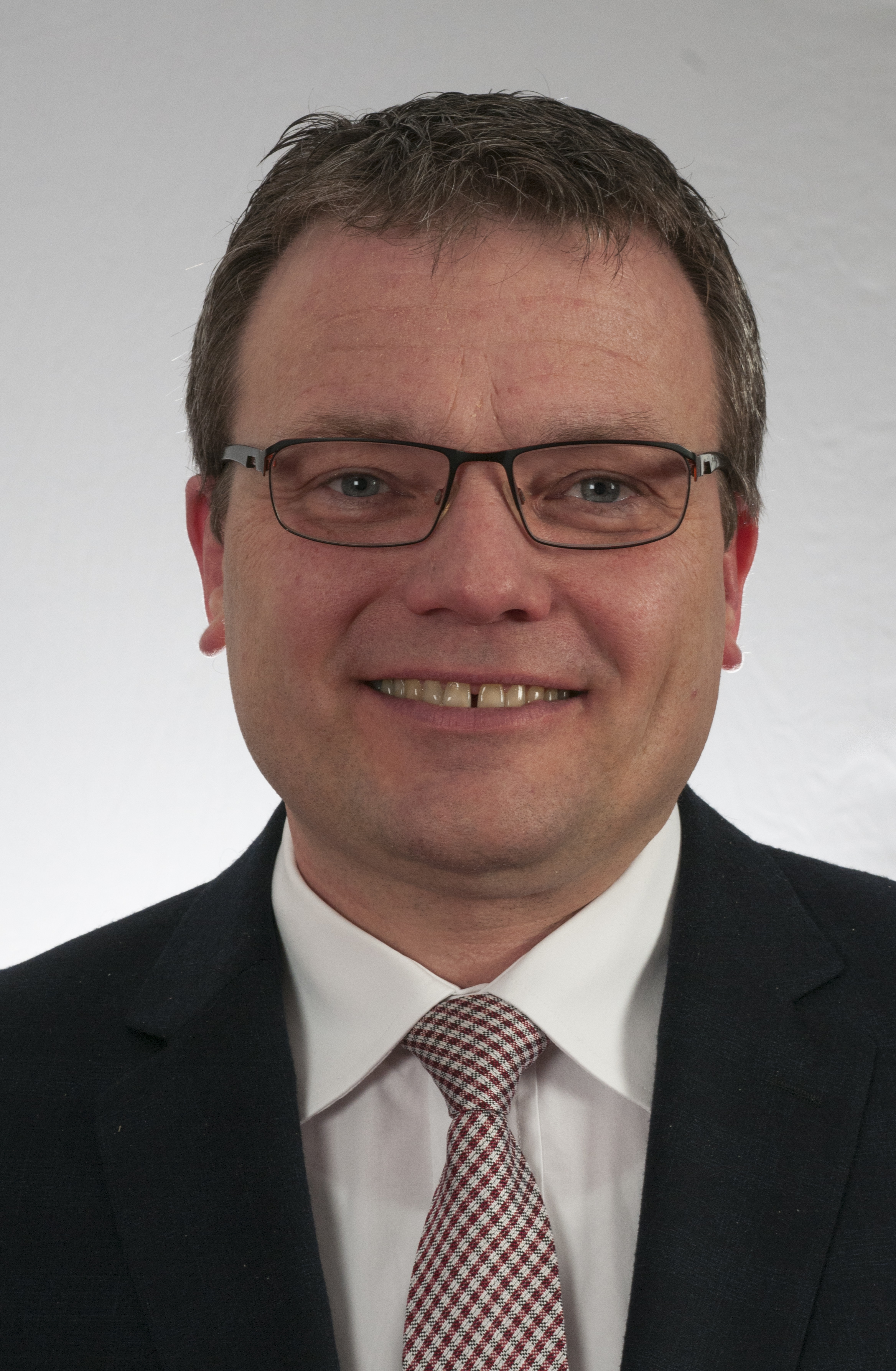
Thomas Günther, 2016

Thomas Günther (* 8. August 1967 in Hennigsdorf, Kreis Oranienburg, DDR) ist ein deutscher Politiker (SPD). Von 2004 bis 2018 war er Mitglied des Landtages Brandenburg.

## Leben
Thomas Günther besuchte in den Jahren 1974 bis 1984 die Polytechnische Oberschule „Johann Wolfgang von Goethe“ in Hennigsdorf. Danach absolvierte er von 1984 bis 1987 eine Berufsausbildung (mit Abitur) zum Maschinenbauer im VEB Lokomotivbau Elektrotechnische Werke (LEW) „Hans Beimler“. Anschließend folgte ein Studium der Sozialistischen Betriebswirtschaft an der Technischen Fachhochschule Leipzig. Nach dem Ende der DDR studierte er Politische Wissenschaften an der Freien Universität Berlin mit dem Abschluss als Diplompolitologe. Nach dem Ende des Studiums arbeitete er als Wissenschaftlicher Mitarbeiter bei den Landtagsabgeordneten Lothar Kliesch (1997 bis 1999) und Alwin Ziel (1999 bis 2004). Thomas Günther ist verheiratet.

## Politik
Seit November 1989 ist Thomas Günther Mitglied der SPD und mit Unterbrechungen Mitglied der Stadtverordnetenversammlung Hennigsdorf. Im Zuge der Kommunalwahl 2014 zog er wieder in die Stadtverordnetenversammlung Hennigsdorf ein und wurde zu deren Vorsitzenden gewählt. Vom Jahr 1998 bis Oktober 2004 war er Geschäftsführer im SPD-Unterbezirk Oberhavel.
Seit Oktober 2004 ist Thomas Günther Mitglied des Landtages Brandenburg. Er wurde im Jahr 2004, 2009 und 2014 (Direktmandat im Wahlkreis Oberhavel I) in das Landesparlament gewählt.
Seit Beginn seines Mandates ist er Mitglied im Ausschuss für Infrastruktur und Raumordnung sowie im Ausschuss für Ländliche Entwicklung, Umwelt und Verbraucherschutz. Vom 27. Oktober 2004 bis zum 26. Oktober 2005 war er Mitglied im Ausschuss für Bildung, Jugend und Sport. Zudem ist er seit dem 27. Oktober 2005 Mitglied im Petitionsausschuss und war vom 28. Februar 2008 bis 2009 als einer von drei Sozialdemokraten Mitglied im Parlamentarischen Untersuchungsausschuss 4/1 („Aufklärung der Verfahrenspraxis in Umsetzung der Vorschriften zur Abwicklung der Bodenreform nach Art. 233 EGBGB und der Verantwortung der Brandenburger Landesregierungen in diesem Prozess“).
Am 24. September 2017 wurde Thomas Günther mit 60,83 % der gültigen Stimmen zum Bürgermeister von Hennigsdorf für eine Amtszeit von acht Jahren gewählt. Sein Landtagsmandat legte er Anfang Februar 2018 nieder.

## Weiter Ämter und Mitgliedschaften
Thomas Günther ist Mitglied der Vertreterversammlung der Wohnungsgenossenschaft „Einheit“ Hennigsdorf e. G.